# ويكيبيديا زيرو

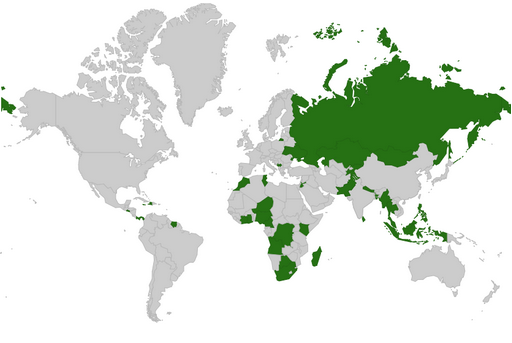
خريطة تظهر الدول التي كانت تقدم خدمة ويكيبيديا زيرو (باللون الأخضر)

ويكيبيديا زيرو أو ويكيبيديا صفر (بالإنجليزية: Wikipedia Zero)‏ كان أحد مشاريع مؤسسة ويكيميديا لتوفير مقالات ويكيبيديا بشكل مجاني للأشخاص بدون اتصال بالإنترنت خصوصا في الدول النامية. وكانت الانطلاقة الرسمية للبرنامج في عام 2012  وفاز في مارس من عام 2013 بجائزة SXSW التفاعلية للنشاط. ويعتبر الهدف الرئيسي للبرنامج هو تقليل حواجز الوصول إلى المعلومة المجانية — وأحد أكبر تلك المعوقات هي تكلفة استخدام البيانات. وقد صرحت المؤسسة أنها استطاعت أن توفر الوصول إلى المعلومة المجانية لأكثر من 230 مليون مستخدم حول العالم. في فبراير 2018 أعلنت مؤسسة ويكيميديا نهاية المبادرة، مشيرة إلى أنها ستتخذ نهجًا جديدًا بشأن الشراكات وبالفعل انتهى برنامج ويكيبيديا صفر في الربع الأخير من عام 2018.

## التاريخ
كانت أول انطلاقة للبرنامج في ماليزيا في مايو من عام 2012، وفي أكتوبر من نفس العام توسع البرنامج إلى دول كتايلاند مع شركة ديتاك والسعودية مع شركة الإتصالات السعودية بعد ذلك. وأطلق في باكستان في مايو عام 2013 مع شركة موبيلينك، وفي حزيران من نفس العام طبقت شركة دايالوج اكسياتا البرنامج في سريلانكا. ويمكن الوصول إلى المعلومة المجانية في الهند عبر شركة آيرسيل. ومن ثم شمل البرنامج دولة الأردن مع شركة أمنية  أكتوبر 2013 إضافة إلى نيبال مع شركة إنسيل.
والمغرب مع شركة إنوي في نوفمبر 2014 وإتصالات المغرب في دجنبر من نفس العام  وفي كينيا أيضا.

## معرض الصور

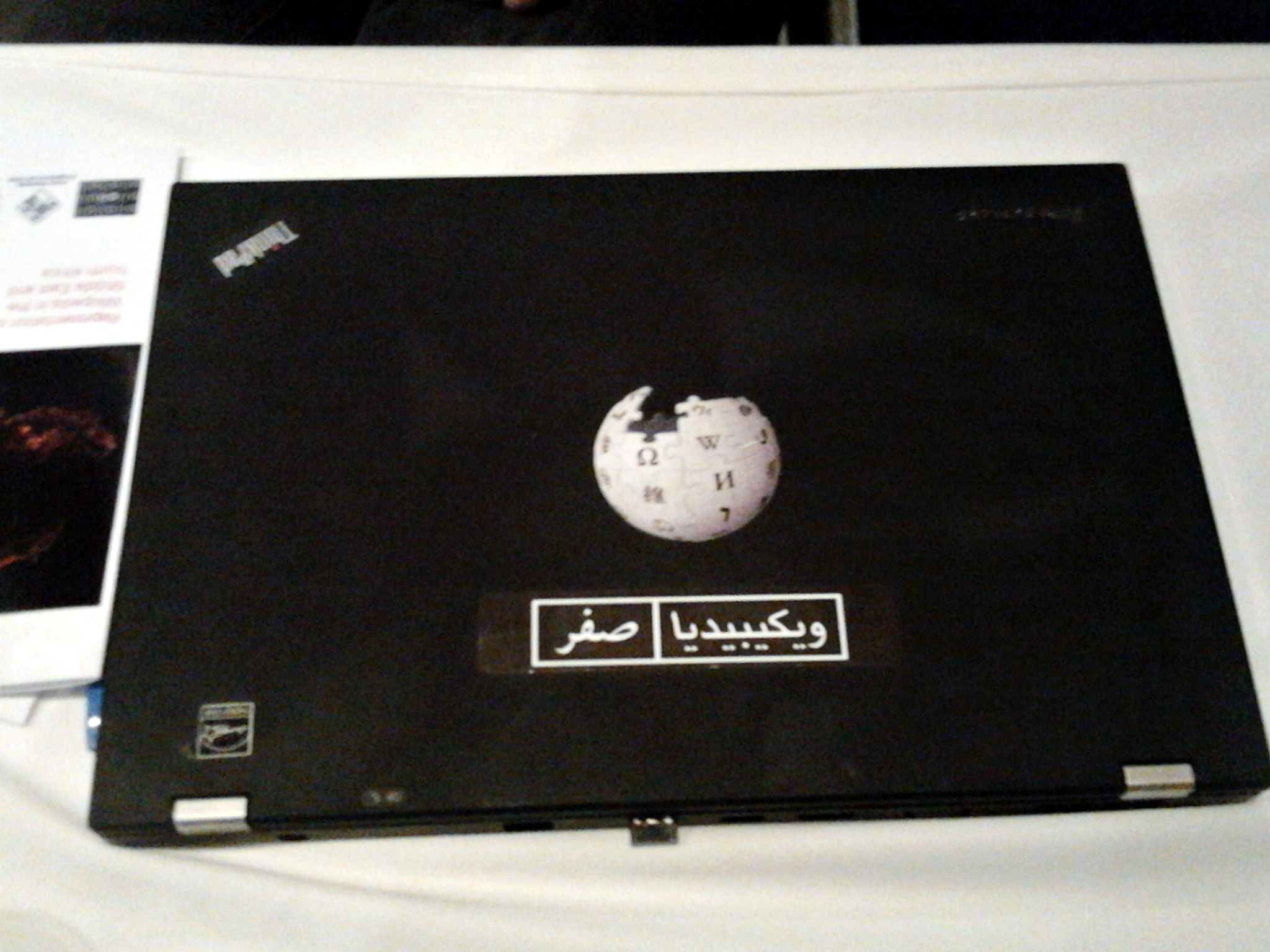
حاسب محمول يحمل شعار "ويكيبيديا صفر" بالعربية
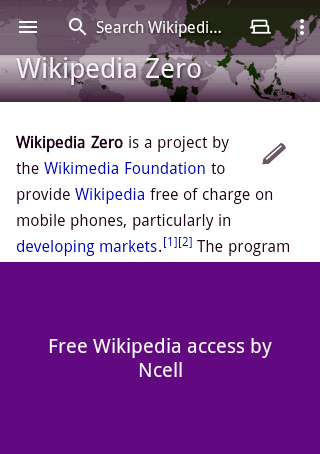
خدمة ويكيبيديا زيرو على إنسيل
- فيديو عن حرية الدخول لويكيبيديا
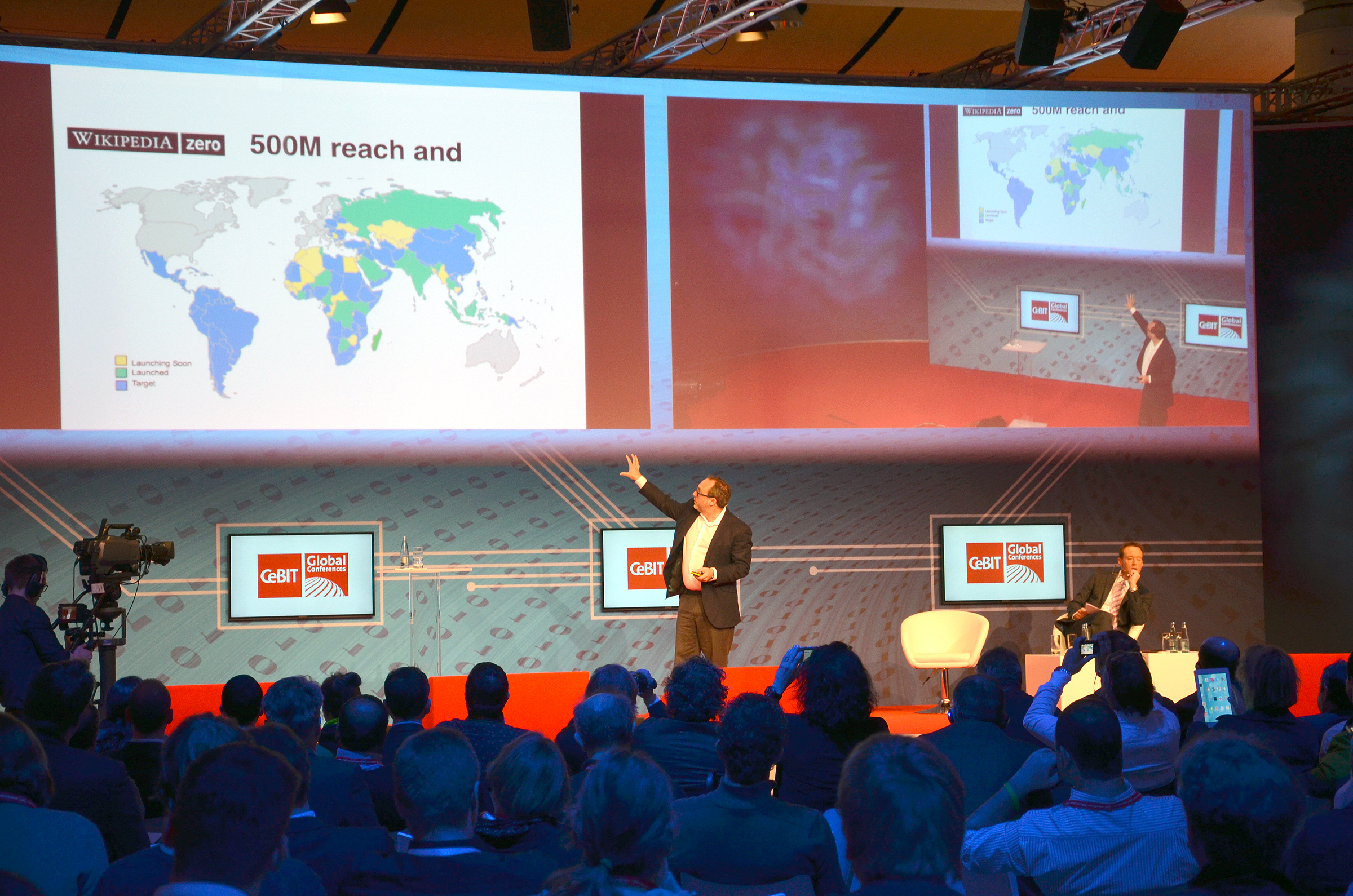
جيمي ويلز بمعرض سيبت عام 2014

## وصلات خارجية
- Building for the future of Wikimedia with a new approach to partnerships